# Kevin Harbottle
Kevin Andrew Harbottle Carrasco (Antofagasta, 8 de junho de 1990) é um futebolista chileno que joga como meia no Colorado Rapids dos Estados Unidos.

## Carreira
Foi criado em Iquique, com sua mãe e seu padrastro. Começou jogar futebol em sua cidade, Iquique. Foi chamado por um professor para jogar no Racing de Tal Tal, onde ficou até os 14 anos de idade, quando foi para a base do Antofagasta.
Foi promovido ao time principal em 2008, ano em que após se destacar no Antofagasta se transferiu para o Argentinos Juniors, que o emprestou para o O'Higgins e depois para a Unión Española até ser vendido para a Universidad Católica.
Em 17 de janeiro de 2013, assinou com o Colorado Rapids dos Estados Unidos.

## Estatísticas
Até 26 de fevereiro de 2012.

### Clubes
| Clube                | Temporada         | Campeonato nacional | Campeonato nacional | Copa nacional[a] | Copa nacional[a] | Competições continentais[b] | Competições continentais[b] | Outros torneios[c] | Outros torneios[c] | Total | Total |
| Clube                | Temporada         | Jogos               | Gols                | Jogos            | Gols             | Jogos                       | Gols                        | Jogos              | Gols               | Jogos | Gols  |
| -------------------- | ----------------- | ------------------- | ------------------- | ---------------- | ---------------- | --------------------------- | --------------------------- | ------------------ | ------------------ | ----- | ----- |
| Universidad Católica | 2012              | 0                   | 0                   | 0                | 0                | 0                           | 0                           | —                  | —                  | 0     | 0     |
| Universidad Católica | Total             | 0                   | 0                   | 0                | 0                | 0                           | 0                           | —                  | —                  | 0     | 0     |
| Total na carreira    | Total na carreira | 0                   | 0                   | 0                | 0                | 0                           | 0                           | 0                  | 0                  | 0     | 0     |

- a. ^ Jogos da Copa Chile
- b. ^ Jogos da Copa Libertadores e Copa Sul-Americana
- c. ^ Jogos do Jogo amistoso

## Títulos
Universidad Católica
- Copa Chile: 2011
- Copa Ciudad de Temuco: 2012